# هامات المجد
نشيد هامات المجد، المعروف أيضًا باسم من أجلك عشنا يا وطني، هو أحد الأناشيد الوطنية الشهيرة في الجزائر، من تأليف الشاعر الجزائري عمر البرناوي في 1981، وَتلحين شريف قرطبي. يجسد هذا النشيد مشاعرَ الفخر وَالاعتزاز بالوطن وَيُعبر عن التضحيات التي قدمها الجزائريون من أجل استقلال وطنهم وَرفعته. بدأ النشيد يكتسب شهرة واسعة منذ تأليفه، وَأصبح يُعتبر جزءًا من الإرث الثقافي الوطني، حيث يُستخدم في الاحتفالات الوطنية كعيد استقلال الجزائر، بأسلوب التبويق وَ عزف الفرق النحاسية وَطابع حربي مثل ما تتميزُ به أغلب الأناشيد الوطنية. حصدَ النشيد جائزة أفضل نشيد وطني في الجزائر عام 1982، مما ساهم في ترسيخه كرمز من رموز الفخر الوطني كما يدعو إلى المحافظة على القيم الوطنية وَالدينية. يعكسُ النص الشّعري للنشيد القيم الوطنية وَالشعور بالانتماء، إذ يتناول الماضي المجيد للشعب الجزائري وَصموده أمام المستعمر، بالإضافة إلى الطموح نحو مستقبل مشرق للأجيال القادمة.

## وصلات خارجية

### فيديوهات
- أنشودة: من أجلك عشنا يا وطني (هامات المجد) على يوتيوب (النسخة الأصلية)
- أنشودة: من أجلك عشنا يا وطني (هامات المجد) على يوتيوب (نسخة رئيسة جديدة)
- أنشودة: من أجلك عشنا يا وطني (هامات المجد) على يوتيوب (نسخة رئيسة جديدة صُورت في ساحة أول نوفمبر بمدينة البليدة)